# Ходус, Владимир Иванович
Владимир Иванович Ходус (27.03.1914, Яготин — 09.02.1978, там же) — советский военнослужащий, участник Великой Отечественной войны, полный кавалер ордена Славы, разведчик 979-го стрелкового полка, красноармеец — на момент представления к награждению орденом Славы 1-й степени.

## Биография
Родился 27 марта 1914 года в городе Яготин Киевской губернии. Украинец. Окончил 7 классов. Работал в колхозе, а в 1935—1937 годах — на шахте в городе Донецк.
В Красной армии с 1937 года. К началу Великой Отечественной войны проходил сверхсрочную службу в Одесском военном округе. Участник обороны Одессы и Крыма. Попал в плен. Совершил побег. Находился на временно оккупированной территории. В ноябре 1943 года вновь призван в Красную армию и направлен в 979-й стрелковый полк 253-й стрелковой дивизии. Воевал на 1-м Украинском фронте.
В декабре 1943 года в составе дивизии был переброшен на Белорусский фронт. Участвовал в Калинковичско-Мозырской наступательной операции. С апреля 1944 года в составе 3-й гвардейской армии 1-го Украинского фронта освобождал северо-западную Украину. В ночь на 14 мая 1944 года разведчик красноармеец Xодус, участвуя в разведке боем близ села Воютин, под ружейно-пулемётным огнём противника одним из первых ворвался в расположение врага, захватил радиостанцию и доставил её командованию.
Приказом командира 253-й стрелковой дивизии от 18 июня 1944 года за мужество, проявленное в боях с врагом, красноармеец Xодус награждён орденом Славы 3-й степени.
В ночь на 6 июня 1944 года при выполнении задания по захвату «языка» западнее города Луцк группа, в состав которой входил В. И. Xодус, столкнулась с шедшей в наш тыл вражеской разведкой. Открыв огонь по врагу, Xодус из автомата и гранатой уничтожил пятерых противников. В ходе боя был взят в плен и доставлен в штаб вражеский офицер.
26 июня 1944 года В. И. Xодус повторно награждён орденом Славы 3-й степени. Указом Президиума Верховного Совета СССР от 19 августа 1955 года в порядке перенаграждения Ходус Владимир Иванович награждён орденом Славы 1-й степени.
В июле-августе 1944 года в ходе Львовско-Сандомирской операции 253-я стрелковая дивизия, пройдя с боями около 250 километров, овладела Сандомирским плацдармом на реке Висла. Здесь вновь отличился красноармеец Xодус. В ночь на 9 августа он в числе первых преодолел реку в районе населённого пункта Бассоня, провёл разведку и указывал переправляющимся подразделениям удобные места для высадки, районы сосредоточения и полосы наступления. В боях по расширению плацдарма первым бросился в атаку, увлекая за собой бойцов, чем способствовал успешному овладению господствующей высоты.
Приказом по 3-й гвардейской армии от 28 августа 1944 года красноармеец Xодус награждён орденом Славы 2-й степени.
В 1944 году В. И. Ходус окончил курсы младших лейтенантов и был назначен командиром взвода 346-й отдельной разведывательной роты 253-й стрелковой дивизии. В дальнейшем он участвовал в форсировании Одера и боях по расширению плацдарма. 1 марта 1945 года при отражении атаки противника севернее города Губин младший лейтенант Ходус уничтожил двенадцать противников, а двоих захватил в плен, за что был награждён орденом Отечественной войны 2-й степени. 27 апреля 1945 года в ходе Берлинской операции командир взвода пешей разведки 981-го стрелкового полка той же дивизии младший лейтенант Ходус со своими подчинёнными пробрался в тыл противника и внезапной атакой заставил сдаться в плен 96 немецких солдат и офицеров. В течение последующих 4-х часов пленил ещё около 500 противников. За эти успешные действия он был награждён орденом Красного Знамени.
В 1945 году младший лейтенант Xодус был демобилизован. Жил в городе Борислав Дрогобычской (ныне Львовской) области. Работал на нефтепромыслах. Затем переехал в город Яготин. Работал в ремонтно-строительном управлении. Лейтенант в отставке.
Награждён орденами Красного Знамени, Отечественной войны 1-й и 2-й степени, Славы 1-й, 2-й и 3-й степени, медалями.
Умер 9 февраля 1978 года.